# John R. Alison
John R. Alison (21. november 1912 i Micanopy, Florida – 6. juni 2011) var en højt dekoreret amerikansk soldat, som deltog i anden verdenskrig og i  Koreakrigen.
I oktober 1941 blev Alison sendt til Moskva i Rusland for at administrere det sensitive amerikansk-sovjetiske P-40 Lend-Lease-program. Alison uddannede også flere piloter fra Sovjetunionen. Alison blev ofte citeret som grundlæggeren af Air Force Special Operations. I 2005 fik Alison sit navn opført på Aviation Hall of Fame for hans militære præstationer for USA. 